# Saalowgraben
Der Saalowgraben ist ein Meliorationsgraben und orographisch rechter Zufluss der Notte auf der Gemarkung der Stadt Zossen im Landkreis Teltow-Fläming in Brandenburg. Er beginnt auf einer landwirtschaftlich genutzten Fläche, die sich südlich von Schünow, einem Ortsteil der Stadt Zossen, befindet. Anschließend verläuft er vorzugsweise in östlicher Richtung und nimmt dabei aus weiteren Zuläufen Wasser auf, die von Norden und Süden auf den Kanal zuführen. Anschließend durchquert er das Naturschutzgebiet Horstfelder und Hechtsee und entwässert auf einer Wiesenfläche nordöstlich von Saalow in die Notte.